# Frank Paparelli
Frank Paparelli (* 25. Dezember 1917 in Providence, Rhode Island; † 24. Mai 1973 in Los Angeles, Kalifornien) war ein US-amerikanischer Jazzpianist, Komponist und Autor.

## Leben und Wirken
Frank Paparelli, Sohn italienischer Einwanderer, trat bereits während seiner Collegezeit als Solist auf. Nach seiner Graduierung an der Brown University in Providence zog er nach New York, um eine Karriere als Musiker zu beginnen, nachdem er Nadia Boulanger vorgespielt hatte. Er setzte seine Studien an der Columbia University fort, nahm Privatstunden bei Hans Weiße und arbeitete für den Verleger Lou Levy, Leiter des Musikverlags Leeds Music, der ein Lehrbuch für Boogie-Woogie veröffentlichen wollte. Bei der Arbeit an diesem Buch entstand 1941 Paparellis erste Komposition Eight to the Bar. Bei der weiteren Tätigkeit für Levys Verlag arbeitete er mit Musikern wie Count Basie, Nat Cole, Mary Lou Williams, Pinetop Smith, Buddy Johnson, Jimmy Yancey, Sammy Price, Earl Hines, Irene Higginbotham und Art Tatum. Ferner begleitete er die The Andrews Sisters und tourte mit dem Will-Osborne-Orchester. 1942 legte er das Buch The Blues - And How to Play 'em vor, zu dem Leonard Feather das Vorwort schrieb.
Als Solist trat er 1943 im New Yorker Café Society auf; es folgten Jam-Sessions mit Dizzy Gillespie und Oscar Pettiford. Mit Clyde Hart entstanden vier gemeinsame Kompositionen und eine Duo-Aufnahme des Flight of the Boogie Bee. In den 1940er Jahren schrieb er weitere Lehrbücher wie Boogie Woogie for Beginners oder Styles of the Famous 88’s. 1944 arbeitete er mit Art Tatum an Transkriptionen seiner Solos für die Five for One Series.

Thelonious Monk – ’Round About Midnight

1943/44 vertiefte sich die Zusammenarbeit mit Dizzy Gillespie; die beiden schrieben insgesamt acht Kompositionen, darunter A Night in Tunisia und Blue ‘N Boogie. Die Abschlusssequenz der Aufnahme von ’Round Midnight Gillespies mit Paparelli und von Thelonious Monk selbst für Blue Note 1947 entstammt der Komposition Manhattan Mural von Paparelli/Gillespie. Es entstand in der Folge das Buch Dizzy Gillespie Trumpet Style (in zwei Ausgaben 1946 und 1949) und gemeinsame Aufnahmen (Groovin’ High im Februar 1945 für das Label Musicraft). Er schrieb auch eine musikalische Stilanalyse der Bebop-Klassiker 52nd Street Theme, Be Bop, Dizzy Atmosphere, Groovin’ High und Trumpet Jive. Ein weiteres Buch Paparellis mit dem Titel Be Bop (1949) wurde nicht veröffentlicht.
In den Jahren 1944 und 1945 machte er Demo-Aufnahmen eigener Kompositionen mit dem Bassisten Bill Pemberton, dem Gitarristen Snags Napoleon Allan und den Vokalistinnen Billy Joyce und Ann Robinson. Ab 1947 arbeitete er als freischaffender Musiker und Komponist für verschiedenen Verlage; dabei kam es zur Zusammenarbeit u. a. mit Stan Kenton, Harry James, Rex Stewart, Louis Armstrong, Eddie Heywood, George Shearing, Thelonious Monk, Charlie Parker, Bobby Byrne oder Benny Carter. Er veröffentlichte die Progressive Series im Verlag J. J. Robbins, darunter die von ihm transkribierten  Dizzy Gillespie Series for Piano Solos und Dizzy Gillespie Series of Be Bop Trumpet solos mit Solos aus Bebop-Kompositionen wie Anthropology, One Bass Hit, Oop-Bop-Sh-Bam, Shawnuff, Things to Come oder Two Bass Hit. Ab 1953 lebte er in Kalifornien; als die Möglichkeiten nachließen, im Musikgeschäft zu arbeiten, begann er ab 1967 eine Tätigkeit in der Verwaltung des County of Los Angeles.

## Publikationen (Auswahl)
- The Blues and how to Play 'em by Frank Paparelli. Piano method book. New York, Leeds Music 1942
- Don Raye/Frank Paparelli: Piano Music – (That Place) Down the Road a Piece. D. Davis & Co. 1943.
- Nat 'King' Cole – Piano Capers, Transcribed and Edited by Frank Paparelli. New York: Leeds Music Ltd. 1946
- Frank Paparelli – 2 to the Bar - Dixieland Piano Method. New York City, Leeds Music Corporation 1946
- Thelonious Monk,  Dizzy Gillespie – 52nd Street Theme - Be-Bop (New Jazz), arranged by Frank Paparelli. London, Bosworth & Co 1948
- Dizzy Gillespie, Gil Fuller, Jay Roberts – Oop Bop SH-Bam - Be-Bop (New Jazz), arranged by Frank Paparelli. London, Bosworth & Co 1948
- Boogie Woogie for Beginners. Hal Leonard Publishing Corporation 1985 ISBN 0-634-09347-9

## Diskographische Hinweise
- Dizzy Gillespie 1945 (Classics)